# Look (periodico)

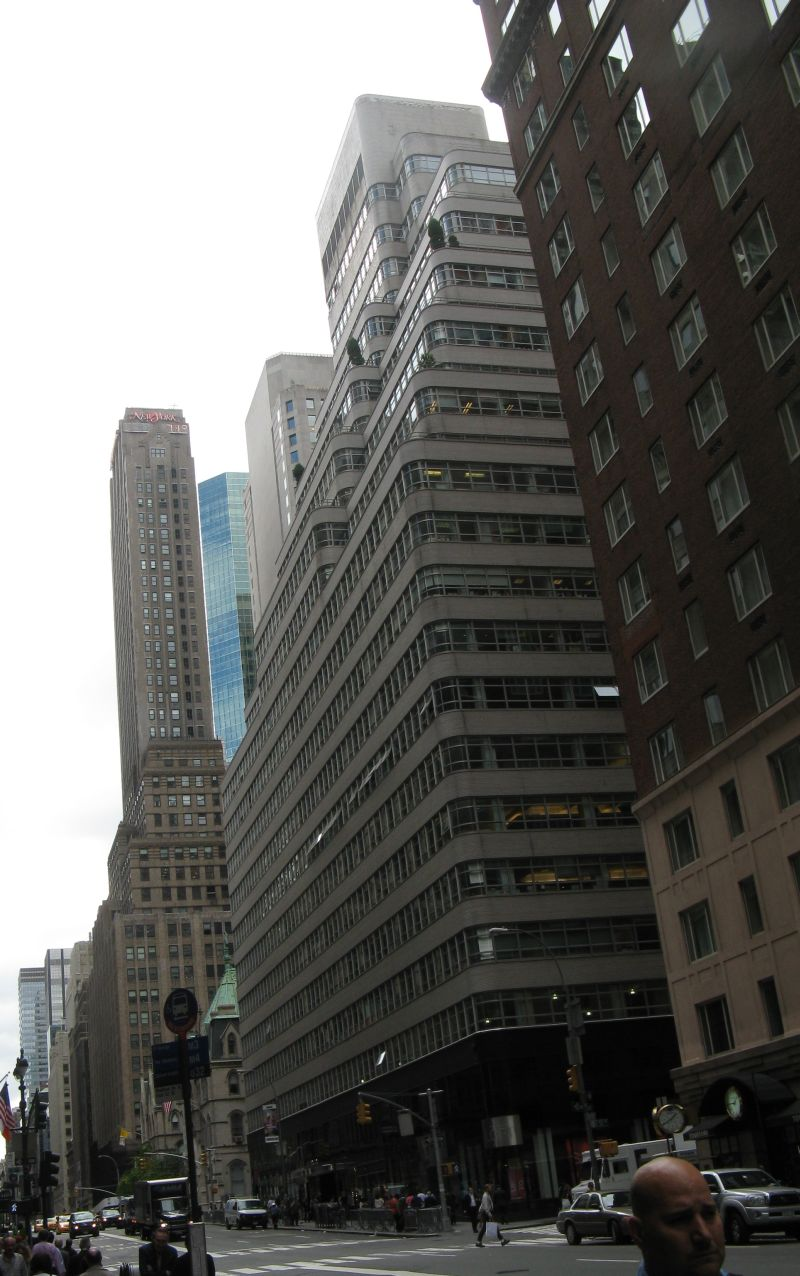
Sede della rivista

Look fu una rivista statunitense fondata nel 1937 e pubblicata fino al 1971.

## Storia editoriale
Fu fondata da Gardner "Mike" Cowles junior (1903–1985) con il fratello John; Gardner fu il primo direttore della rivista. Fra gli altri al successo della rivista collaborò Stanley Kubrick.
Nel 1971, a causa della crisi del settore editoriale, causata dalla riduzione dei ricavi pubblicitari, l'editore Gardner annunciò che la testata avrebbe chiuso il 19 ottobre.